# 1787年臺灣
|        | 臺灣歷史 \| 台灣歷史年表 |
| 世纪： | 17世纪臺灣 \| 18世纪臺灣 \| 19世纪臺灣 |
| 年代： | 1750年代臺灣 \| 1760年代臺灣 \| 1770年代臺灣 \| 1780年代臺灣 \| 1790年代臺灣 \| 1800年代臺灣 \| 1810年代臺灣                                           |
| 年份： | 1782年臺灣 \| 1783年臺灣 \| 1784年臺灣 \| 1785年臺灣 \| 1786年臺灣 \| 1787年臺灣 \| 1788年臺灣 \| 1789年臺灣 \| 1790年臺灣 \| 1791年臺灣 \| 1792年臺灣 |
| 纪年： | 丁未年（羊年）、清朝乾隆52年 |

1787年台灣，以下敘述了1787年台灣的所有大事。

## 政府

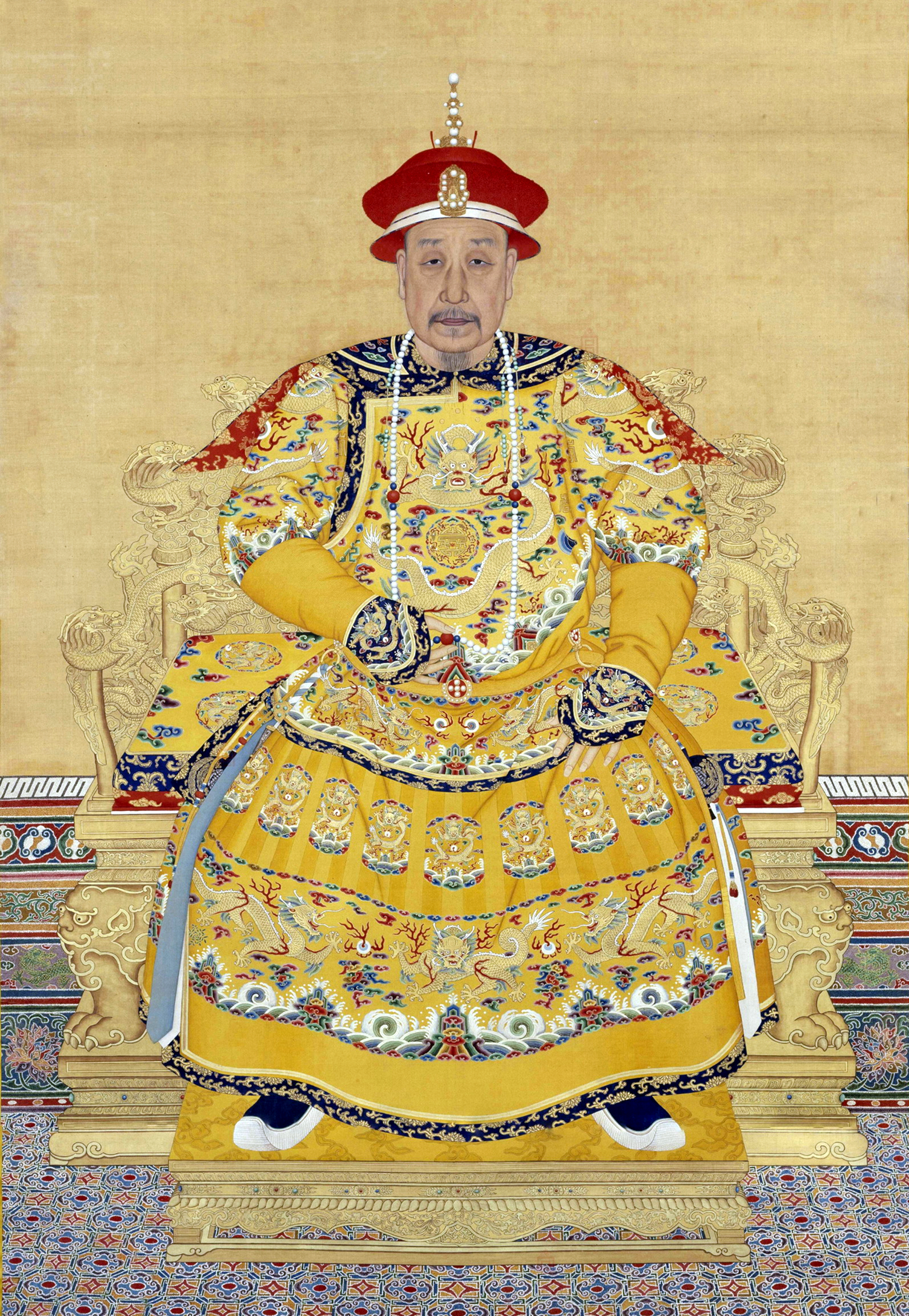
清朝皇帝：乾隆帝
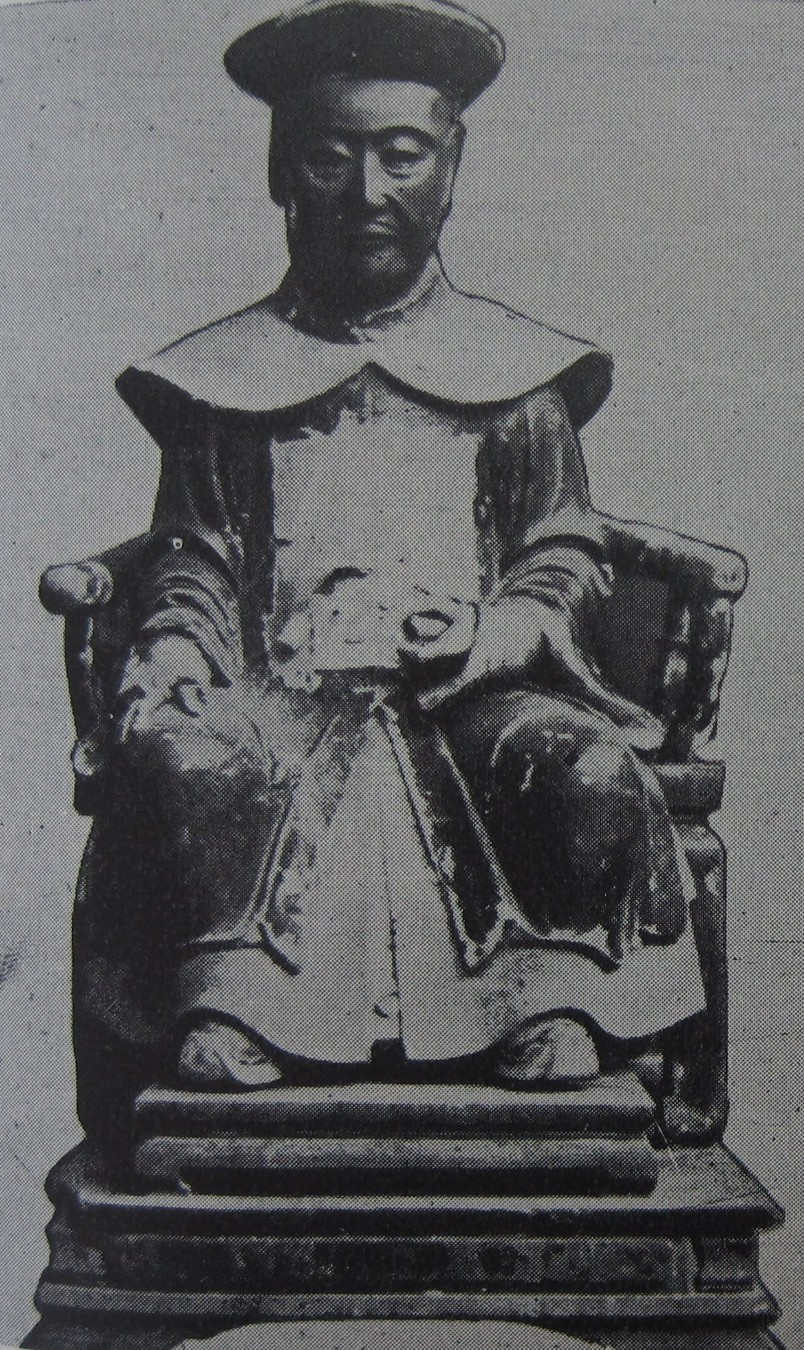
臺灣府知府：楊廷理
臺灣府知府：楊紹裘
臺灣府知府：楊廷樺

## 大事記
- 1月16日：因台灣知府孫景燧取締天地會，林爽文率軍反抗，引起林爽文事件爆發。（乾隆五十一年十一月廿七日）